# Liste der Kellergassen in Großebersdorf
Die Liste der Kellergassen in Großebersdorf führt die Kellergassen in der niederösterreichischen Gemeinde Großebersdorf an.
| Foto |                 | Kellergasse                         | Standort                   | Beschreibung |
| ---- | --------------- | ----------------------------------- | -------------------------- | --- |
| BW   | Datei hochladen | Kellergasse                         | KG: Eibesbrunn Standort    | Das Kellergassensystem besteht aus einer beidseitigen Kellergasse in einem Graben parallel zur nördlichen Ortsausfahrt, sowie einigen westlich davon in Hanglage befindlichen Keller entlang zweier Güterwege. Insgesamt befinden sich auf 600 Metern Länge 69 mehrheitlich traufständige Gebäude, davon vier Um- oder Neubauten. Ein Drittel der Keller ist erneuerungsbedürftig. Die älteste Datierung ist von 1885.                          |
| BW   | Datei hochladen | Weinberggasse                       | KG: Eibesbrunn Standort    | Am nordöstlichen Ortsrand befinden sich in zwei im rechten Winkel zueinander verlaufenden Gassen jeweils einseitig einige Keller an Geländekanten. Insgesamt umfasst das Kellergassensystem auf 200 Metern Länge 22 Gebäude, teils traufständige Keller, teils Keller in Schildmauerform. Die Hälfte der Keller ist erneuerungsbedürftig. Die älteste Datierung ist von 1887.                                                                   |
| BW   | Datei hochladen | Am Gänsberg                         | KG: Großebersdorf Standort | Das Kellergassensystem nördlich außerhalb der Ortschaft besteht aus einer zweiseitigen Kellergasse in einem Hohlweg bzw. - im nördlichen Teil - an einer Geländekante, sowie einigen wenigen Kellern an einer östlich parallel dazu verlaufenden Straße. Auf 600 Metern Länge befinden sich 86 Gebäude, davon 13 Um- oder Neubauten teils mit Wohnnutzung. Ein Viertel der Keller ist erneuerungsbedürftig. Die älteste Datierung ist von 1880. |
| BW   | Datei hochladen | Kellergasse                         | KG: Großebersdorf Standort | Das beidseitige Kellergassensystem befindet sich östlich unterhalb der Kirche und besteht aus zwei parallel verlaufenden Straßen, teils mit Hohlwegcharakter. Auf 300 Metern Länge befinden sich 58 Gebäude, teils in Schildmauerform, teils traufständig. Etwa die Hälfte der Keller ist erneuerungsbedürftig. Die älteste Datierung ist von 1828.                                                                                             |
| BW   | Datei hochladen | Schulgasse, Bgm.-Josef-Strobl-Gasse | KG: Großebersdorf Standort | Das Kellergassensystem besteht aus einseitig an Geländekanten im nördlichen Hintaus befindlichen Kellern und einer nördlich vom Ort wegführenden beidseitigen Kellergasse in einem Graben. Insgesamt befinden sich auf etwa 600 Metern Länge mehr als 50 Keller. |
| BW   | Datei hochladen | Mittelstraße                        | KG: Manhartsbrunn Standort | Die einseitige etwa 400 Meter lange Einzelkellergasse wurde südöstlich knapp außerhalb des Orts angelegt; heute besteht in diesem Bereich jedoch auch eine lose Verbauung in Form von Einfamilienhäusern, und auch einige der etwa 30 Keller wurden umgebaut. |
| BW   | Datei hochladen | Zum Alten Hof                       | KG: Manhartsbrunn Standort | Die beidseitige Einzelkellergasse liegt in der Ebene östlich außerhalb des Orts. Auf 300 Metern Länge befinden sich 30 Gebäude in unterschiedlichen Bauformen, fast zwei Drittel davon sind erneuerungsbedürftig oder verfallen. Die älteste Datierung ist von 1859. |
| ja   | Datei hochladen | Landstraße (Schulgasse)             | KG: Putzing Standort       | Die beidseitige Einzelkellergasse liegt in einem Hohlweg am östlichen Ortsrand. Auf 250 Metern Länge befinden sich 21 Keller, mehrheitlich in Schildmauerform, die Hälfte davon erneuerungsbedürftig. Die älteste Datierung ist von 1889. |
| BW   | Datei hochladen | Verlängerung der Hauptstraße        | KG: Putzing Standort       | Die einseitige Einzelkellergasse liegt an einer Geländekante südöstlich außerhalb des Dorfs. Sie besteht aus fünf mehrheitlich erneuerungsbedürftigen Kellern in Schildmauerform auf 50 Metern Länge. |
| BW   | Datei hochladen | Hoadweg                             | KG: Putzing Standort       | Das Kellergassensystem besteht aus einer einseitigen Kellerreihe im südlichen Hintaus und einer beidseitigen Kellergasse in einem nach Südwesten vom Ort wegführenden Hohlweg, der sich in breitere Gräben aufspaltet. Auf 500 Metern Länge befinden sich 76 Gebäude, davon sieben Um- oder Neubauten. Etwa die Hälfte der Keller ist erneuerungsbedürftig. Die älteste Datierung ist von 1913.                                                 |

| Foto:                    | Fotografie der Kellergasse (Gesamtheit). Klicken des Fotos erzeugt eine vergrößerte Ansicht. Daneben finden sich zwei Symbole: \| Weitere Bilder vorhanden \| Das Symbol bedeutet, dass weitere Fotos des Objekts verfügbar sind. Durch Klicken des Symbols werden sie angezeigt. \| \| Eigenes Foto hochladen \| Durch Klicken des Symbols können weitere Fotos des Objekts in das Medienarchiv Wikimedia Commons hochgeladen werden. \| |
| Name:                    | Bezeichnung der Kellergasse |
| Standort:                | Es ist die Katastralgemeinde (KG) angegeben. Durch Aufruf des Links Standort wird die Lage der Kellergasse in verschiedenen Kartenprojekten angezeigt. |
| Beschreibung             | Kurze Beschreibung der Kellergasse |
| Weitere Bilder vorhanden | Das Symbol bedeutet, dass weitere Fotos des Objekts verfügbar sind. Durch Klicken des Symbols werden sie angezeigt. |
| Eigenes Foto hochladen   | Durch Klicken des Symbols können weitere Fotos des Objekts in das Medienarchiv Wikimedia Commons hochgeladen werden. |